# 奥田三角
奥田 三角（おくだ さんかく、1703年（元禄16年） - 1783年6月3日（天明3年5月4日））は、江戸時代中期の儒学者。名は士亨。字は嘉甫。通称は奥田宗四郎、のち奥田清十郎。別号に蘭汀、南山。
伊勢国・津藩における4代の藩主のもとで、50年余にわたって学職にあたり、その門人は800人に及んだ。

## 略歴

### 生まれ
伊勢国飯野郡豊原村（現在の三重県松阪市豊原町）における奥田家の出身である。奥田家は近江国の豪族佐々木氏の流れを汲むとも言われる名家で、三角はこの奥田家の14代、あるいは15代とされている。三角の4代前の奥田忠重（ただしげ）は、越前豊原（現在の福井県坂井市丸岡町豊原）から櫛田川沿いのこの地にたどり着き、ここを豊原と名付けて地域を開拓した人物である。奥田邸は「豊原陣屋」と呼ばれる豊原組大庄屋であった。跡地は現在の櫛田郵便局付近にあたる。

### 儒学への道へ
儒学を志した三角は叔父・柴田蘋州(ひんしゅう)に師事したのち、1721年（享保6年）には京都にでて伊藤東涯のもとで古義学を学んだ。そして1731年（享保16年）伊勢・津藩に兄・奥田龍渓のあとを継いで儒官として迎えられ、儒学を教授し、公務にあたった。

### 晩年
こうして津で多くの門下生を育てた三角は、68歳となった1770年（明和7年）には江戸に出て9か月職務を行ったのち、再び津に戻り、1776年（安永5年）に致仕（退職）した。74歳となっていた三角は故郷の豊原に戻って「三角亭」と呼ばれる自宅で過ごし、1783年6月3日（天明3年5月4日）にその生涯を終えた。

### 死後
彼の記録は「先哲叢談」、「近世畸人伝」などに記されることとなった。豊原の三角亭は現存していないが、松阪市豊原町の光蓮寺には、現在も三角にまつわる石碑、書物などの史跡が多く残されている。

## エピソード

三角形

### 三角へのこだわり
三角は、三角形を偏愛していた。彼は「三角亭」と命名した自宅の、窓や文具や文庫より、百の雑器に至るまでのすべてを三角形に誂えなければ気が済まなかった。代表的な著書も「三角亭集」という。豊原にある奥田家の墓地・枕山には、墓石や墓碑の上部が三角になっているものが約150基も残されている。

### 三角と櫛田川
奥田邸のあった豊原組大庄屋（豊原陣屋）の近くには「櫛田の渡し」と呼ばれる櫛田川の渡し船があった。
櫛田川に馴染みの深かった三角は櫛田川に「揥水（ていすい）」という別名をつけ、親しんだ。「揥」とは、櫛のことである。
現在は「揥水」は奥田邸跡地に近い小学校（揥水学校→揥水小学校）の名前にも採用されている。

### 三角と曾我蕭白
三角は、兄・奥田龍渓とともに絵師・曾我蕭白との間に交流があったことがわかっている。蕭白の画「達磨図」には三角道人という名前で三角が画内に賛文を残している。
兄・龍渓は蕭白の門人であり、蕭白は龍渓の著書「存心」の挿絵も描いている。ちなみに龍渓も一時は三角同様に津藩に仕え、致仕（退職）して豊原組大庄屋を継いでいる。
蕭白は豊原の奥田邸に近い朝田寺（松阪市朝田町）にも多くの作品を残し、そのひとつ「唐獅子図」は国の重要文化財となった。